# Muttayyapuram
Muttayyapuram là một thị xã panchayat của quận Toothukudi thuộc bang Tamil Nadu, Ấn Độ.

## Nhân khẩu
Theo điều tra dân số năm 2001 của Ấn Độ, Muttayyapuram có dân số 30.314 người. Phái nam chiếm 52% tổng số dân và phái nữ chiếm 48%. Muttayyapuram có tỷ lệ 70% biết đọc biết viết, cao hơn tỷ lệ trung bình toàn quốc là 59,5%: tỷ lệ cho phái nam là 74%, và tỷ lệ cho phái nữ là 66%. Tại Muttayyapuram, 11% dân số nhỏ hơn 6 tuổi.